# Žarko Nikolić
Žarko Nikolić (en serbe en écriture cyrillique : Жарко Николић) (né le 16 octobre 1938 à Novi Sad et mort le 22 août 2011 à Novi Sad) est un footballeur yougoslave (serbe) des années 1950 et 1960.

## Biographie
En tant que défenseur, Žarko Nikolić fut international yougoslave à neuf reprises (1959-1961) pour aucun but inscrit. Il fit partie des joueurs sélectionnés pour l'Euro 1960 et pour la Coupe du monde de football de 1962. Il ne joua aucun match lors des tournois. Il fut finaliste de l'Euro 1960 et termina quatrième de la Coupe du monde 1962.
Il joua dans deux clubs : le FK Vojvodina Novi Sad et le FC Schalke 04. Il remporta un championnat yougoslave en 1966, seul titre remporté.

## Clubs
- 1954-1966 :  FK Vojvodina Novi Sad
- 1966-1968 :  FC Schalke 04
- 1968-1969 :  FK Vojvodina Novi Sad

## Palmarès
- Championnat de Yougoslavie de football
  - Champion en 1966
  - Vice-champion en 1957 et en 1962
- Championnat d'Europe de football
  - Finaliste en 1960